# Aphanactis
Aphanactis es un género de plantas con flores, perteneciente a la familia  Asteraceae. Comprende 14 especies descritas y de estas, solo 9 aceptadas.

## Taxonomía
El género fue descrito por Hugh Algernon Weddell y publicado en Chloris Andina 1(4–6): 142. 1855[1856].

## Especies aceptadas
A continuación se brinda un listado de las especies del género Aphanactis aceptadas hasta julio de 2012, ordenadas alfabéticamente. Para cada una se indica el nombre binomial seguido del autor, abreviado según las convenciones y usos.
- Aphanactis antisanensis H.Rob.
- Aphanactis barclayae H.Rob.
- Aphanactis boliviana H.Rob.
- Aphanactis cocuyensis Cuatrec.
- Aphanactis hutchisonii H.Rob.
- Aphanactis jamesoniana Wedd.
- Aphanactis ollgaardii H.Rob.
- Aphanactis piloselloides Cuatrec.
- Aphanactis villosa S.F.Blake